# 恩巴勒斯鎮區 (伊利諾伊州埃德加縣)
恩巴勒斯鎮區（英語：Embarrass Township）是位於美國伊利諾伊州埃德加縣的一個行政鎮區。

## 地方資料
根據2010年美國人口普查的數據，恩巴勒斯鎮區的面積為114.30平方千米，當中陸地面積為114.30平方千米，而水域面積為0.00平方千米。當地共有人口580人，而人口密度為每平方千米5.07人。